# دانشگاه برادفورد
دانشگاه برادفورد (به انگلیسی: University of Bradford) یک دانشگاه تحقیقاتی دولتی در برادفورد واقع در یورک‌شر غربی انگلستان است که در سال ۱۹۶۶ میلادی منشور سلطنتی خود را دریافت کرد. این دانشگاه جزو ۴۰ دانشگاه بریتانیا است که تاریخ تأسیس آن‌ها به اوایل سده نوزدهم برمی‌گردد.
دانشگاه دو پردیس دارد که پردیس اصلی که در ریچموند رود قرار دارد.
حدود ۱۰۰۰۰ دانشجوی کارشناسی و ۳۰۰۰ دانشجوی تحصیلات تکمیلی در مقاطع ارشد و دکتری در این دانشگاه تحصیل می‌کنند. ۲۲ درصد دانشجویان را دانشجویان خارجی از حدود ۱۱۰ کشور دنیا تشکیل می‌دهند.
- حسین بهمنیار ( پدر جرم ایران ) (دکترای مهندسی شیمی )
- احمد روستا (دکترای مدیریت بازاریابی)، پدر علم بازاریابی نوین ایران
- سید باقر مرتضوی (دکترای ایمنی و بهداشت شغلی)
- صادق زیباکلام (دکترای علوم سیاسی)
- فاطمه زیباکلام (دکترای فلسفه علوم تربیتی)
- محمدرضا جاهد مطلق (کارشناسی ارشد و دکترای مهندسی کنترل)[۶]
- خدایار فرجی نیا (دکترای باستان‌شناسی)
- پرویز محمدزاده (دکترای طراحی و بهینه سازی چند موضوعی)[۷]

1. ↑  "Facts, figures and rankings".
2. ↑  "Facts, figures and rankings".
3. ↑  "Facts, figures and rankings".
4. ↑  "Facts, figures and rankings".
5. ↑  "Facts, figures and rankings".
6. ↑  «محمدرضا جاهد مطلق». دانشکده مهندسی برق دانشگاه علم و صنعت ایران.
7. ↑  «رزومه - پرویز محمدزاده». rtis2.ut.ac.ir. دریافت‌شده در ۲۰۲۴-۰۸-۱۱.